# Цеханув (Нижньосілезьке воєводство)
Цеханув (пол. Ciechanów) — село в Польщі, у гміні Ємельно Ґуровського повіту Нижньосілезького воєводства.
Населення — 125 осіб (2011).
У 1975—1998 роках село належало до Лешненського воєводства.

## Демографія
Демографічна структура станом на 31 березня 2011 року:
|          | Загалом | Допрацездатний вік | Працездатний вік | Постпрацездатний вік |
| -------- | ------- | ------------------ | ---------------- | -------------------- |
| Чоловіки | 61      | 13                 | 44               | 4                    |
| Жінки    | 64      | 15                 | 39               | 10                   |
| Разом    | 125     | 28                 | 83               | 14                   |